# Reichenfels
Reichenfels è un comune austriaco di 1 893 abitanti nel distretto di Wolfsberg, in Carinzia; ha lo status di comune mercato (Marktgemeinde). Nel 1958 ha inglobato il comune soppresso di Sankt Peter im Lavanttal.